# Гришинська сільська рада (Покровський район)
| Гришинська сільська рада — колишній орган місцевого самоврядування у Покровському районі Донецької області з адміністративним центром у с. Гришине. Сільській раді були підпорядковані населені пункти: - с. Гришине |

## Склад ради
Рада складалася з 16 депутатів та голови.

## Керівний склад сільської ради
| ПІБ                         | Основні відомості                                                         | Дата обрання | Дата звільнення |
| --------------------------- | ------------------------------------------------------------------------- | ------------ | --------------- |
| Лєонова Валентина Андріївна | Сільський голова, 1955 року народження, освіта, член Партії регіонів      | 26.03.2006   | 31.10.2010      |
| Біленко Ольга Вікторівна    | Сільський голова, 1961 року народження, освіта вища, член Партії регіонів | 31.10.2010   |                 |

Примітка: таблиця складена за даними джерела